# سلام عودة فالح المالكي
سلام عودة فالح المالكي وهو وزير النقل السابق في حكومة الدكتور ابراهيم الجعفري وسياسي عراقي شغل منصب عضو في مجلس النواب العراقي في دورته الأولى من عام 2005 إلى 2008، حيث استقال لأسباب شخصية وكان اول نائب يستقيل من البرلمان العراقي في دورته الأولى كما وشغل منصب نائب محافظ البصرة عام 2004.حاصل على شهادة البكالوريوس في الأدب الإنجليزي من جامعة البصرة وماجستير ودكتوراه في أدارة الأعمال من جامعة صفاقس التونسية وحاصل على شهادة الماجستير والدكتوراه في العلوم السياسية من جامعة university American worl